# Suben
Suben település Ausztriában, Felső-Ausztria tartományban, a Schärdingi járásban, területe 6,0 km².

## Fekvése
Tengerszint feletti magassága 329 méter. Suben Pocking, Neuhaus am Inn, Sankt Florian am Inn és Sankt Marienkirchen bei Schärding településekkel határos.

## Népesség
Lakosainak száma 1508 fő (2018. január 1.).